# Војдан Стојановски
Војдан Стојановски (Скопље, СФРЈ, 9. децембар 1987) је македонски кошаркаш. Игра на позицији бека. Његов брат-близанац је кошаркаш Дамјан Стојановски.

## Каријера
Каријеру је започео у КК Вардар. У својој каријери наступао је за АМАК СП из Охрида, Напредак Крушевац, Фени Индустри, Черкаски мавпи, Доњецк, Албу, Андору, Севиљу и Бујукчекмеџе.
Са Охдридом је 2009. године освојио куп Македоније. Са Фени Индустријом је постао првак Македоније 2011.
Војдан Стојановски је члан кошаркашке репрезентације Македоније. Учествовао је на Европским првенствима 2009, 2011, 2013. и 2015. године.

## Успеси

### Клупски
- АМАК СП:
  - Куп Македоније (1): 2009.
- Фени Индустри:
  - Балканска лига (1): 2010/11.
  - Првенство Македоније (1): 2010/11.
- Доњецк:
  - Првенство Украјине (1): 2011/12.
- АЛБА Берлин:
  - Куп Немачке (1): 2013/14.
- МЗТ Скопље:
  - Првенство Македоније (1): 2021/22.